# Stockholms södra station
Stockholms södra station är en överbyggd järnvägsstation på Västra stambanan i stadsdelen Södermalm i centrala Stockholm. Stationen trafikeras av Stockholms pendeltåg och är även reservstation för södergående fjärrtåg.

## Historik
| Stationshuset och perrongen 1963. |  | Stationshuset och perrongen 1963. |
| Stationshuset och perrongen 1963. |  |                                   |

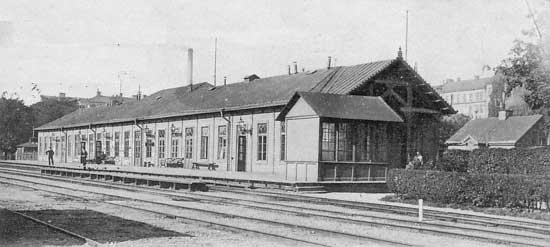
Den äldsta stationsbyggnaden från 1860, riven på 1920-talet.

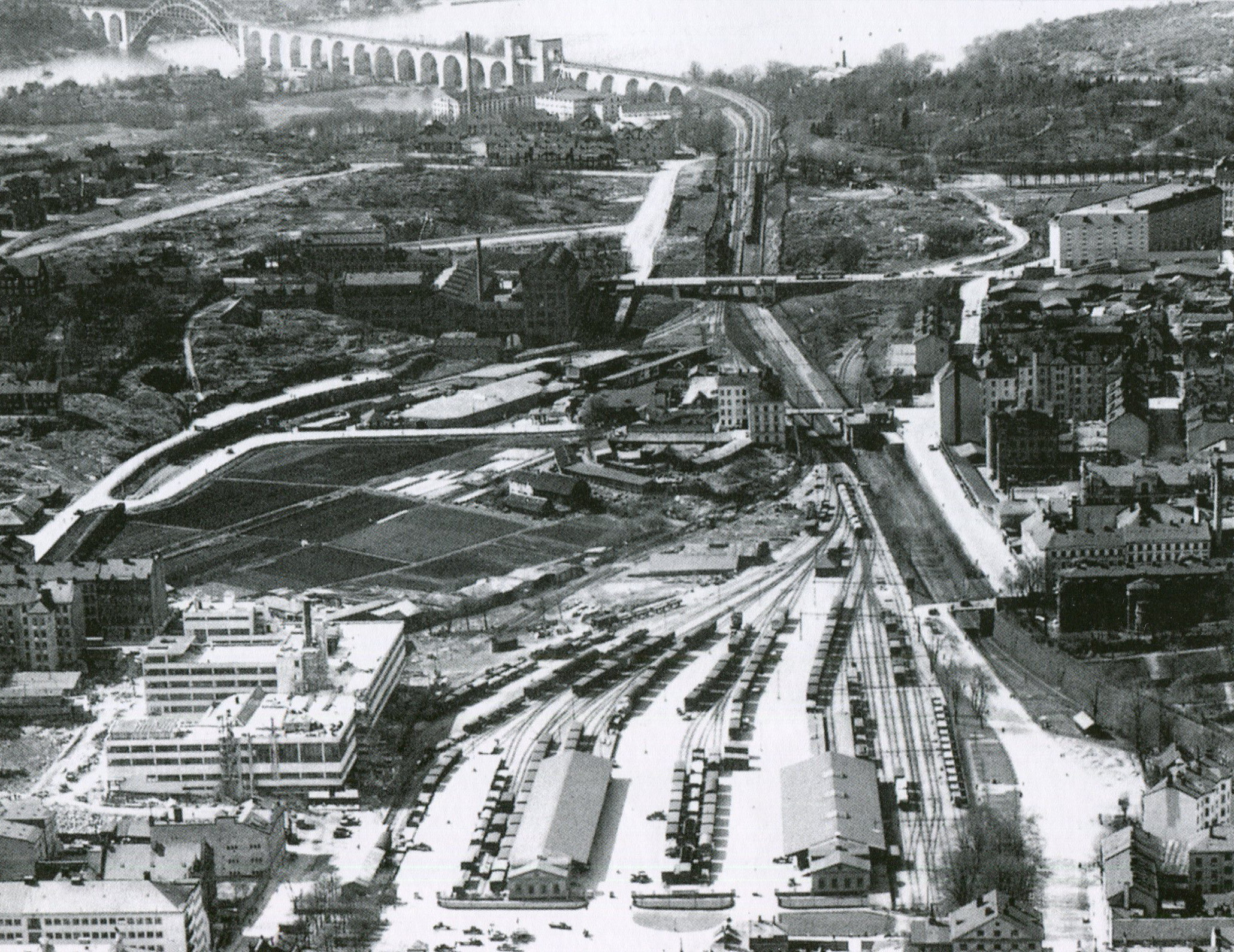
Södra stationsområdet på 1930-talet (innan 1980-talets överdäckning), vy västerut med Södra bantorget längst fram och Årstabron i bakgrunden.

Stockholms södra station var ursprungligen slutstation för Västra stambanan och öppnades 1860 som Stockholms första järnvägsstation. Spåren gick då fram till stationen som låg på den plats som senare fick namnet Södra Bantorget. 
År 1863 bestämdes att järnvägen skulle gå vidare norrut. Enligt chefsarkitekten vid Statens Järnvägars arkitektkontor, Adolf W. Edelsvärds, ritningar hade man året innan rest ett provisoriskt envånings stationshus i trä med tillhörande banhall och under de kommande nio åren tjänstgjorde stationen som huvudstadens viktigaste.
År 1865 var Södra tunneln för Sammanbindningsbanan färdigsprängd och 1871 invigdes nuvarande Stockholms centralstation, där tåg från både norr och söder möttes för första gången i Stockholm. Södra station kom, med sitt läge frånskilt från huvudbanan, att i huvudsak fungera som gods- och lokaltågsstation. Innan Årstabron byggdes gick järnvägen längs Maria Bangata, sedan på en bank över Årstaviken (intill nuvarande Liljeholmsbron där Liljeholmens Båtklubb huserar idag) till stationerna i Liljeholmen och Älvsjö. 
I enlighet med 1923 års bangårdsavtal beslutades att personstationen skulle flyttas västerut till huvudlinjen. Det gamla stationshuset revs samtidigt som två nya godsmagasin tillkom i den stora bangård som fanns inom området. Där Timmermansgatan idag möter Södra stationsområdet från norr restes ett nytt stationshus för persontrafiken. Byggnaden stod färdig 1926 och ritades av Folke Zetterwall. Stationshuset var märkligt så till vida att det vilade på höga betongpelare över ett av huvudspåren. Trappor ledde ned till de lägre liggande plattformarna. Det inrymde även ett mindre kafé med uteservering på en terrass ovanför spåren.
Stationshuset från 1926 förblev stationsbyggnad för lokaltågen ända in på 1980-talet, då det nuvarande överdäckade bostadsområdet började byggas.

## Pendeltågsstationen

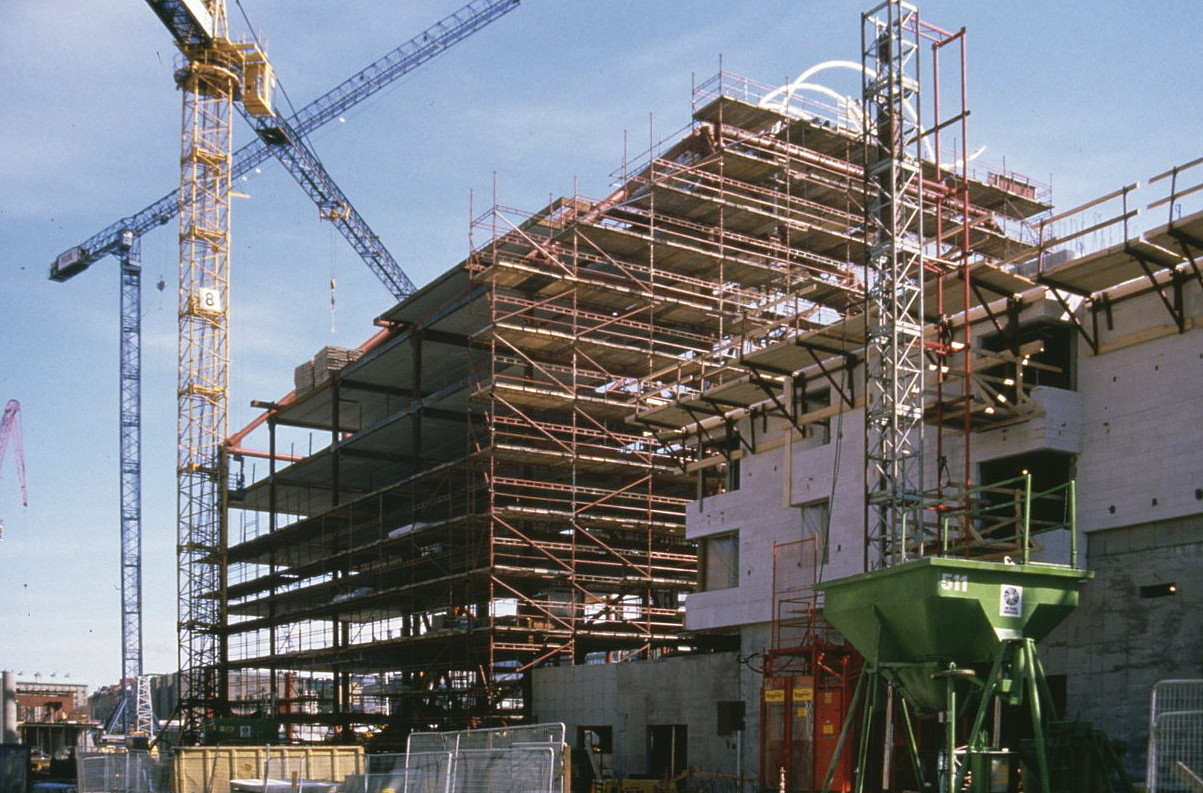
Bygget av stationshuset, 1988

Medan den nya stationen anlades flyttades järnvägstrafiken i oktober 1986 till de båda godsspåren söder om den gamla plattformen. Här byggdes en tillfällig perrong som var kvar tills den nya stationen öppnade. Stationsdelen invigdes 1989. Statens Järnvägar (SJ) var byggherre och Coordinator arkitekter stod för utformningen av själva stationen. Den har två plattformar som anordnades under bebyggelsen samt fyra genomgående spår. Stationen har två biljetthallar. Den östra entrén ligger vid Swedenborgsgatan, medan den västra nås från Rosenlundsgatan. Mellan biljetthallar och plattformar finns såväl rulltrappor som hissar. Stationen är pendeltågsnätets näst mest trafikerade räknat till antal påstigande (endast Stockholm C är populärare). En normal vintervardag har stationen cirka 16 900 påstigande (2015).
Det var första gången i Sverige som en reguljär järnväg byggdes över med bostadshus. De ritades av EGÅ Arkitektkontor, Coordinator arkitekter respektive Riksbyggen konsult (se kvarteret Brinckan). För att kunna uppfylla myndigheternas stränga krav på ljudnivåer i bostäder (30 dBA) byggdes spårområdet på elastiska mattor och husen ställdes på gummikuddar.
Stationshuset i kvarteret Stadens Dike ritades av Axelsson & Borowski Arkitektkontor och invigdes 1990. Byggnaden består av en långsträckt, cirka 52 meter lång huskropp, som innehåller ett mindre butiksgalleri i bottenvåningen. Ett välvt glastak ger dagsljus till förhallen och en stor stationsklocka högst upp på gaveln markerar byggnadens funktion. 
Vid stationen angör flera av innerstadens busslinjer. Blåbusslinje 4 mot Radiohuset, Fridhemsplan och Gullmarsplan samt buss 74 mot Hornsberg och Sickla udde går från västra entrén. Andra bussar går från östra entrén. Avståndet till Mariatorgets tunnelbanestation är cirka 350 meter och till Medborgarplatsens tunnelbanestation är det cirka 500 meter.

## Citybanan
Den 10 juli 2017 öppnades den nya pendeltågstunneln för Citybanan under centrala Stockholm. Tunnelavsnittet under Södermalm kallas Södermalmstunneln och den börjar söderifrån vid Stockholms södra station. Därmed används endast de två norra spåren (spår 1 och 2) för pendeltågen, eftersom det är dessa spår som leder ner i den nya tunneln. De två södra spåren (spår 3 och 4) används av fjärrtåg och godståg som passerar Stockholms södra utan uppehåll. 
Dock kan man vända fjärrtåg på dessa spår vid trafikstörningar. Spåren utnyttjades för vändning av fjärrtåg åtta veckor varje sommar 2018−2020 på grund av banarbeten mellan Stockholms Central och Stockholms södra. Stockholms södra ersatte då Stockholm Central som start- och slutstation för fjärrtågen söderut och söderifrån.

## Bildgalleri

Byggnad
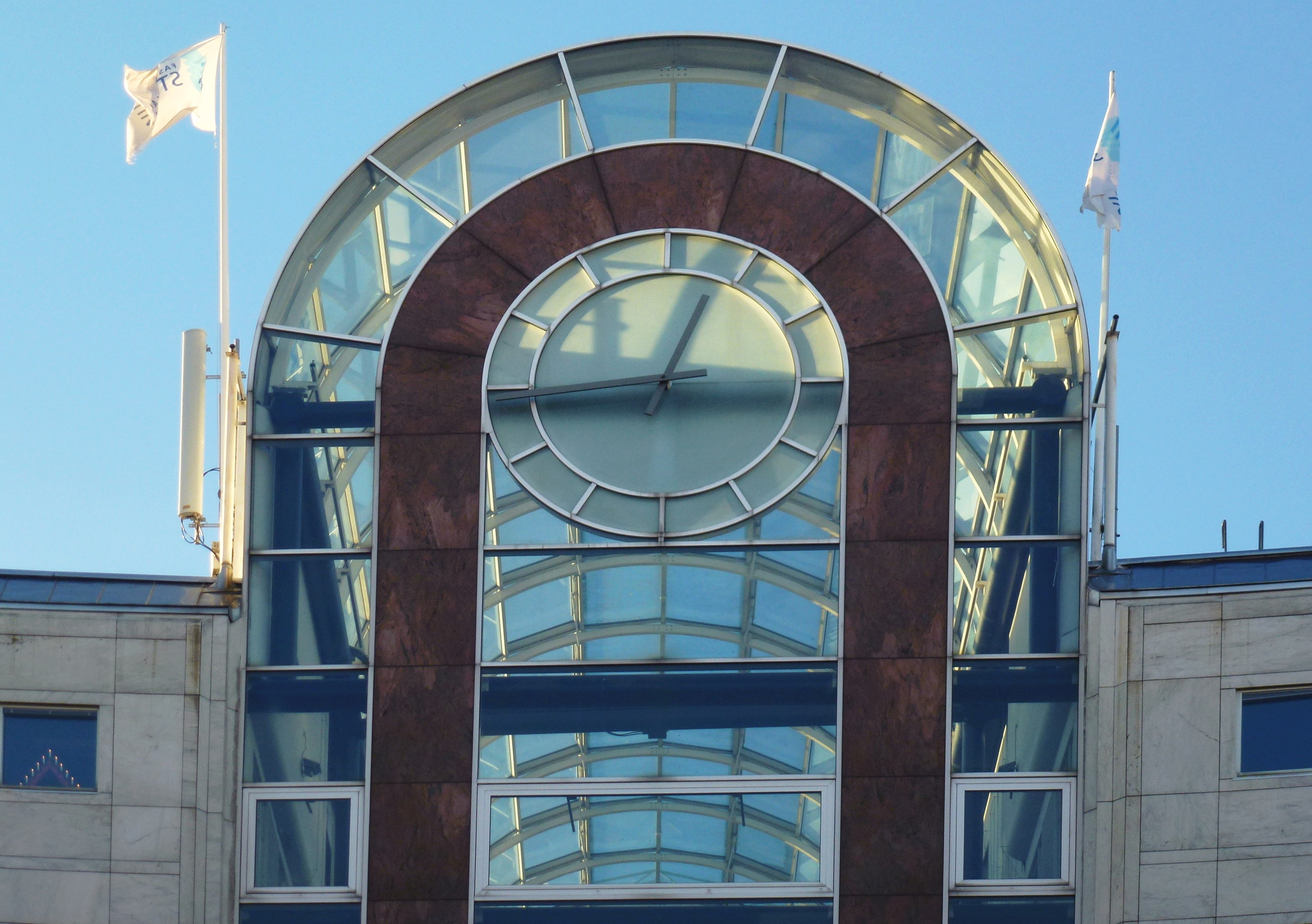
Stationsklockan på östra gaveln.
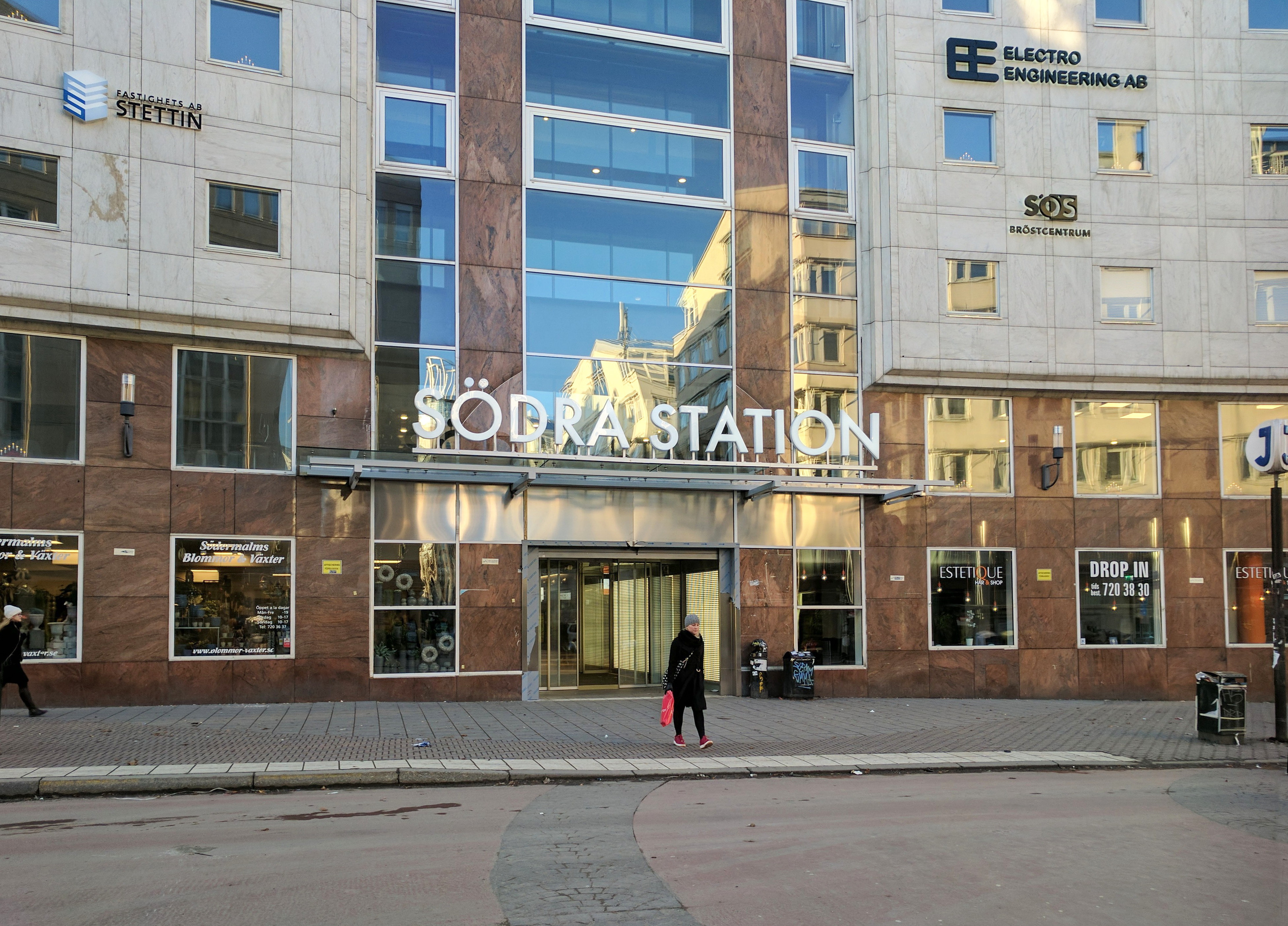
Östra ingången från Swedenborgsgatan.
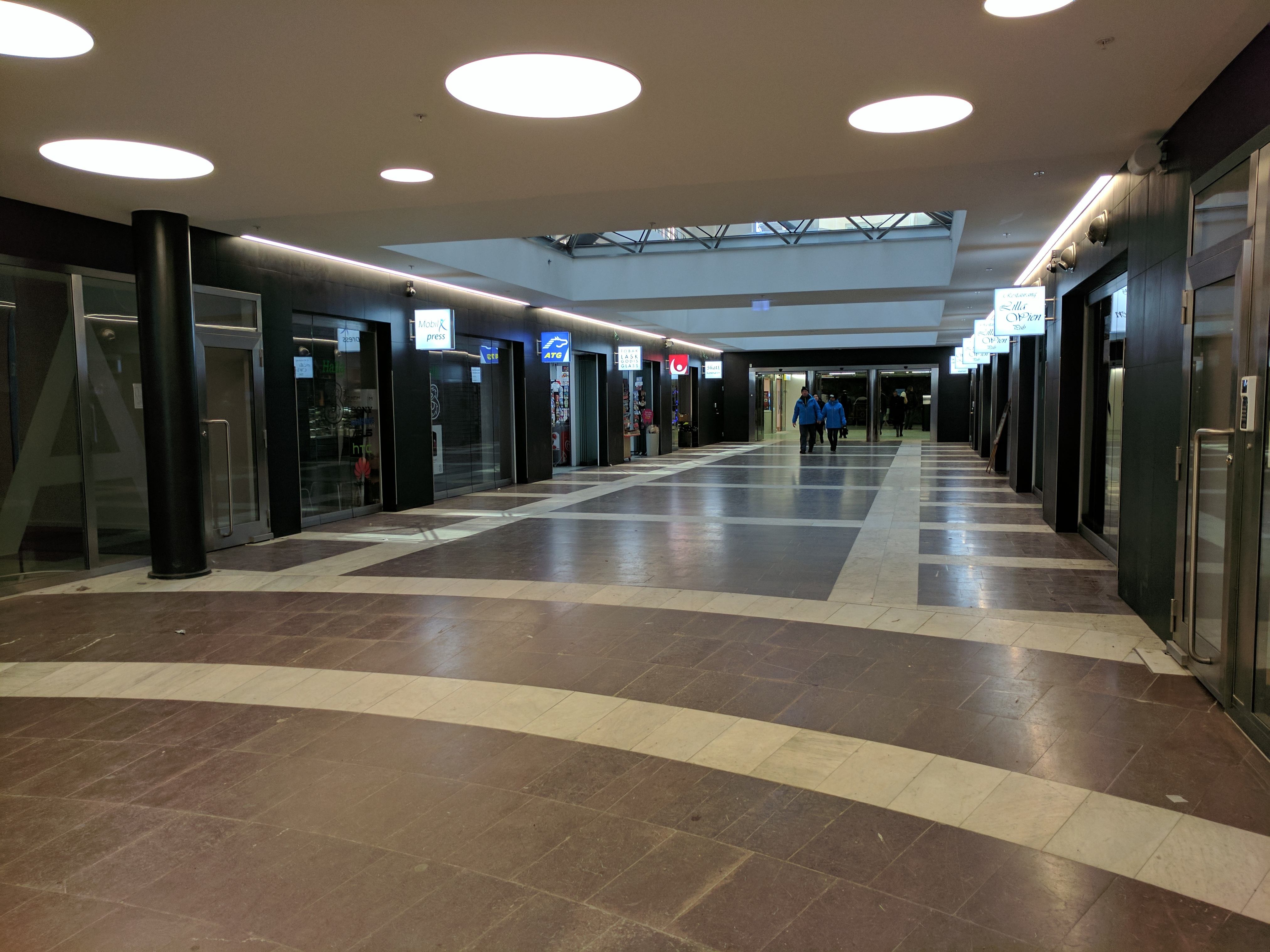
Gallerian.
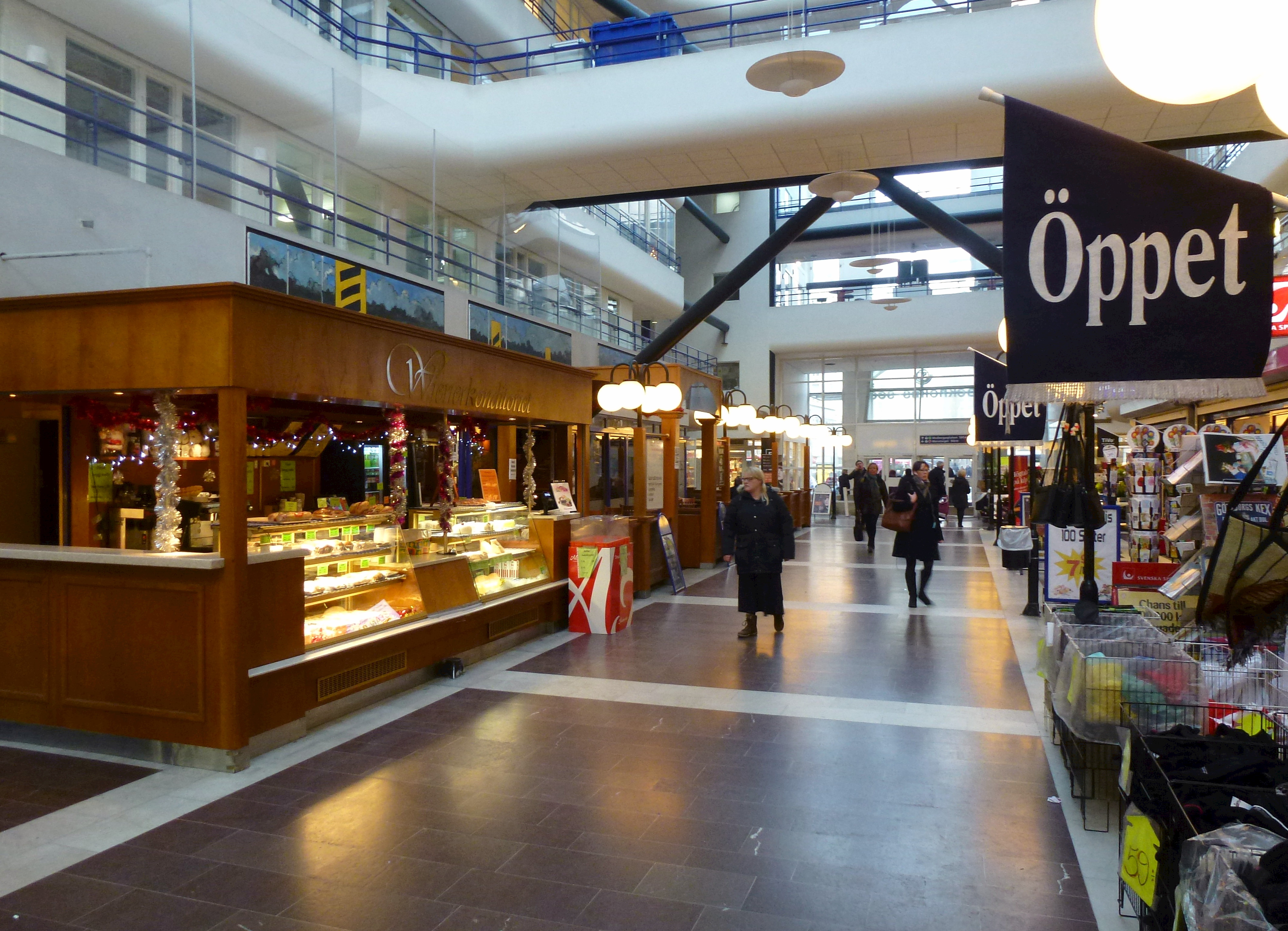
Gallerian.
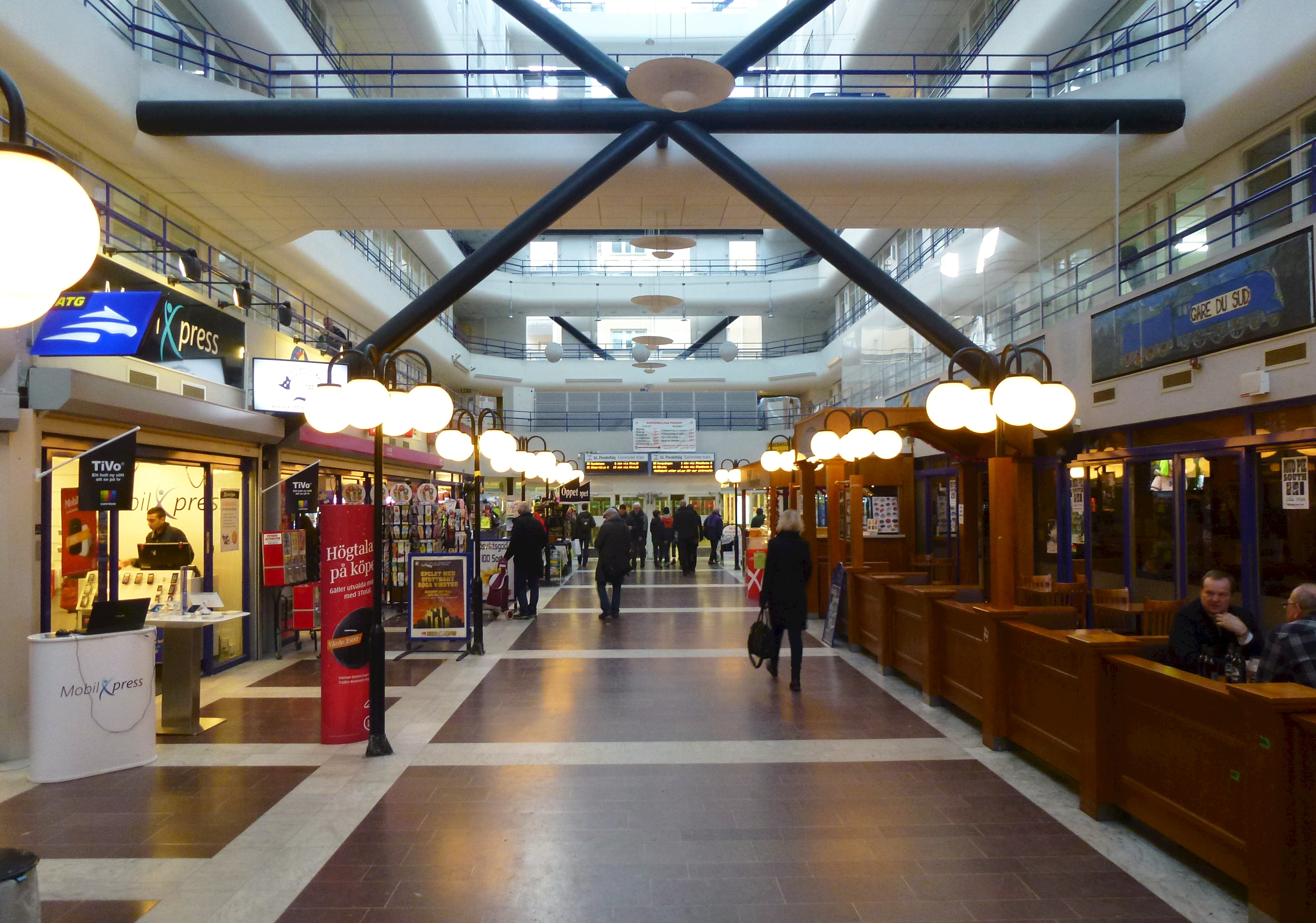
Gallerian.

Spår och perrong
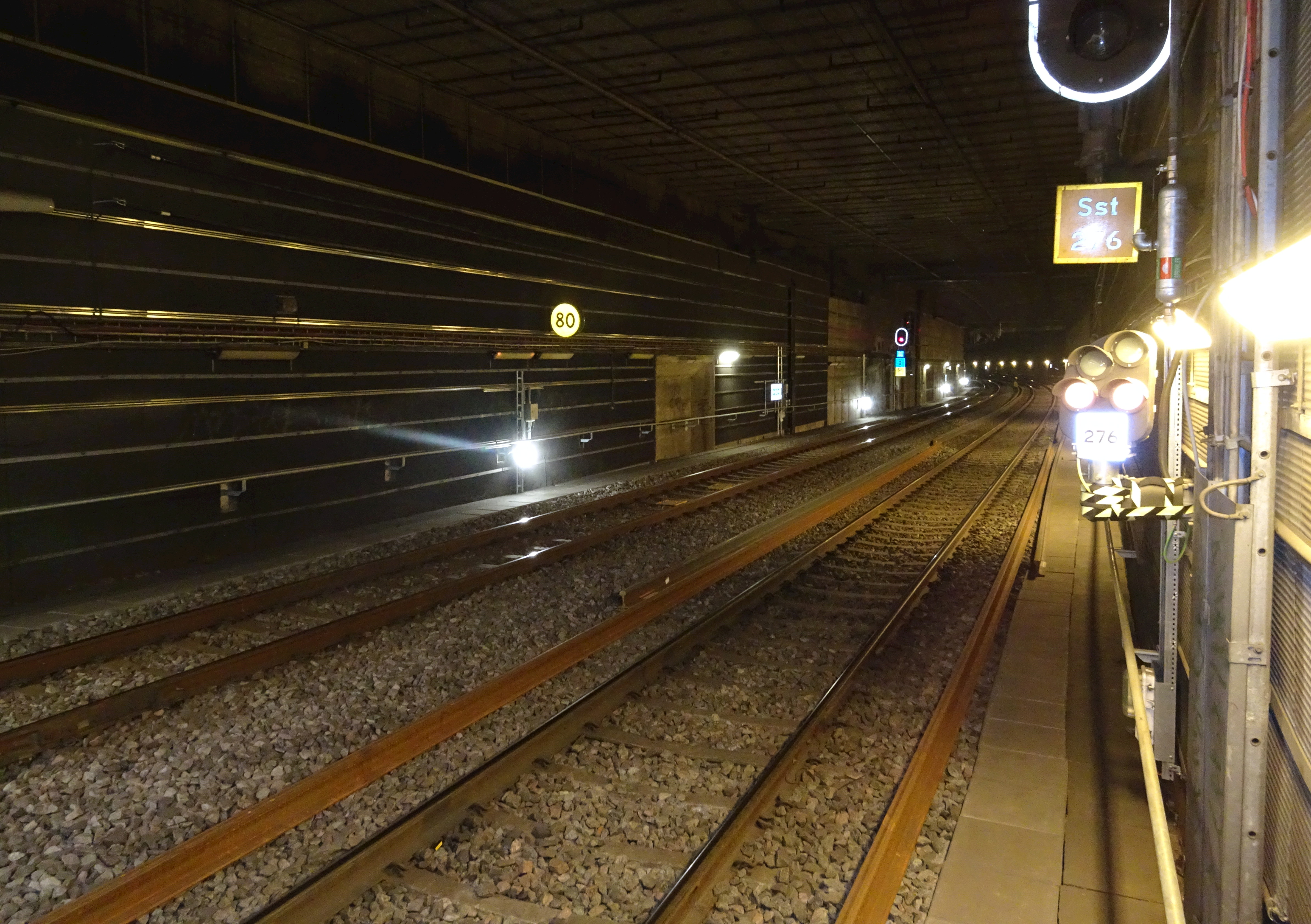
Spår och tunneln mot Stockholm C.
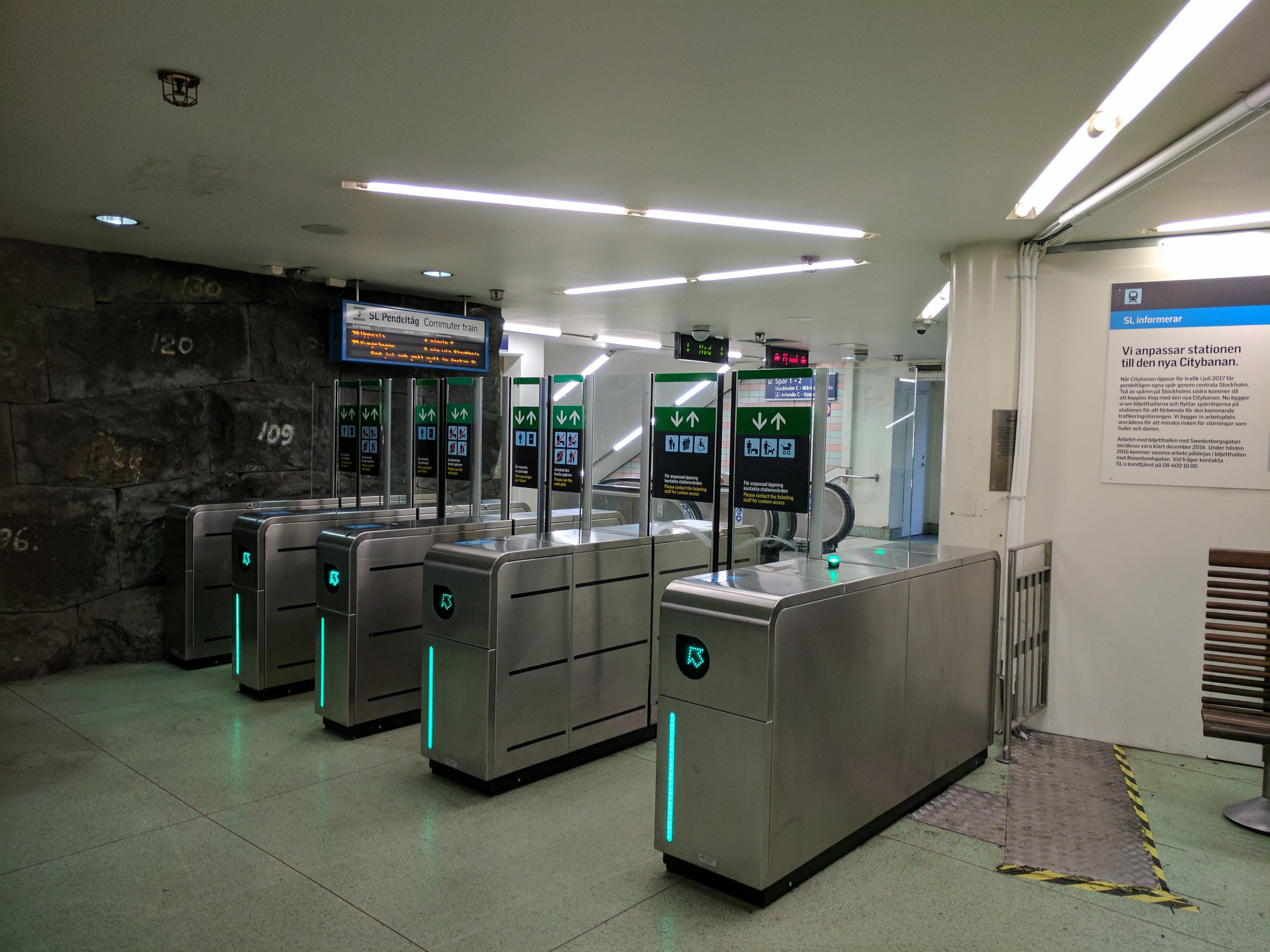
Spärren vid östra ingången, från Swedenborgsgatan.
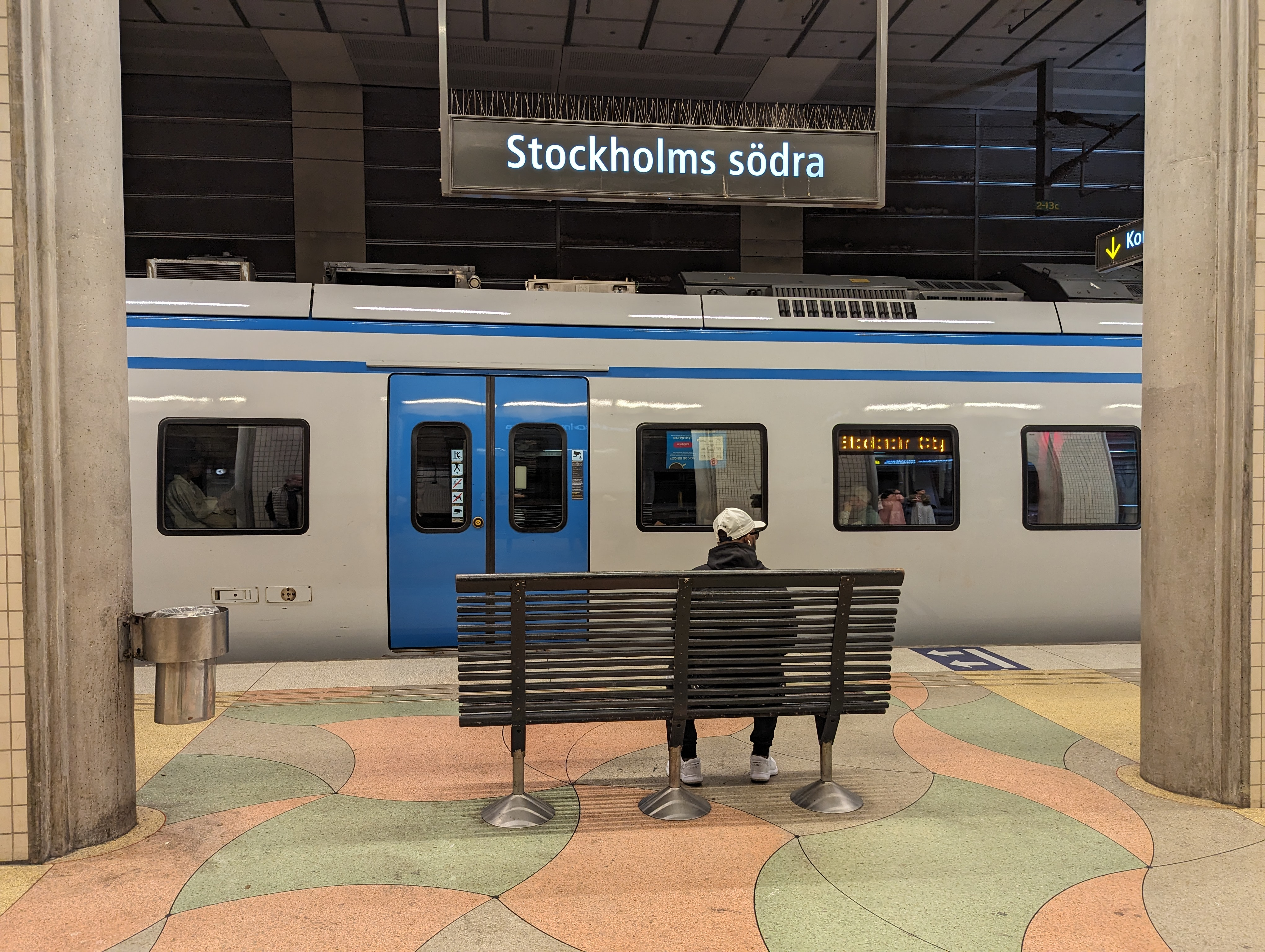
Plattformen vid spår 1/2.
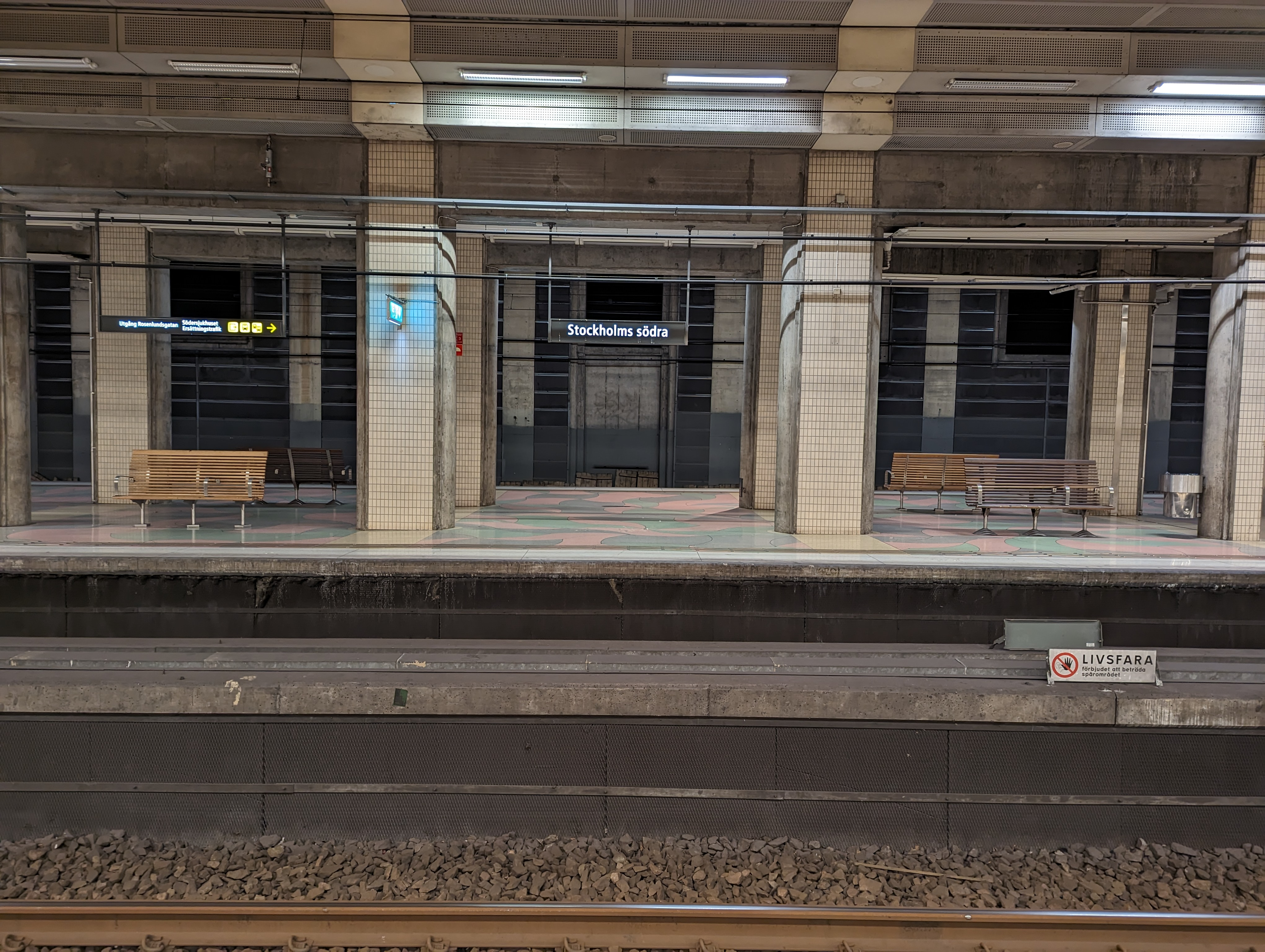
Avstängda perrongen vid spår 3/4.
Rulltrappan upp mot västra ingången.
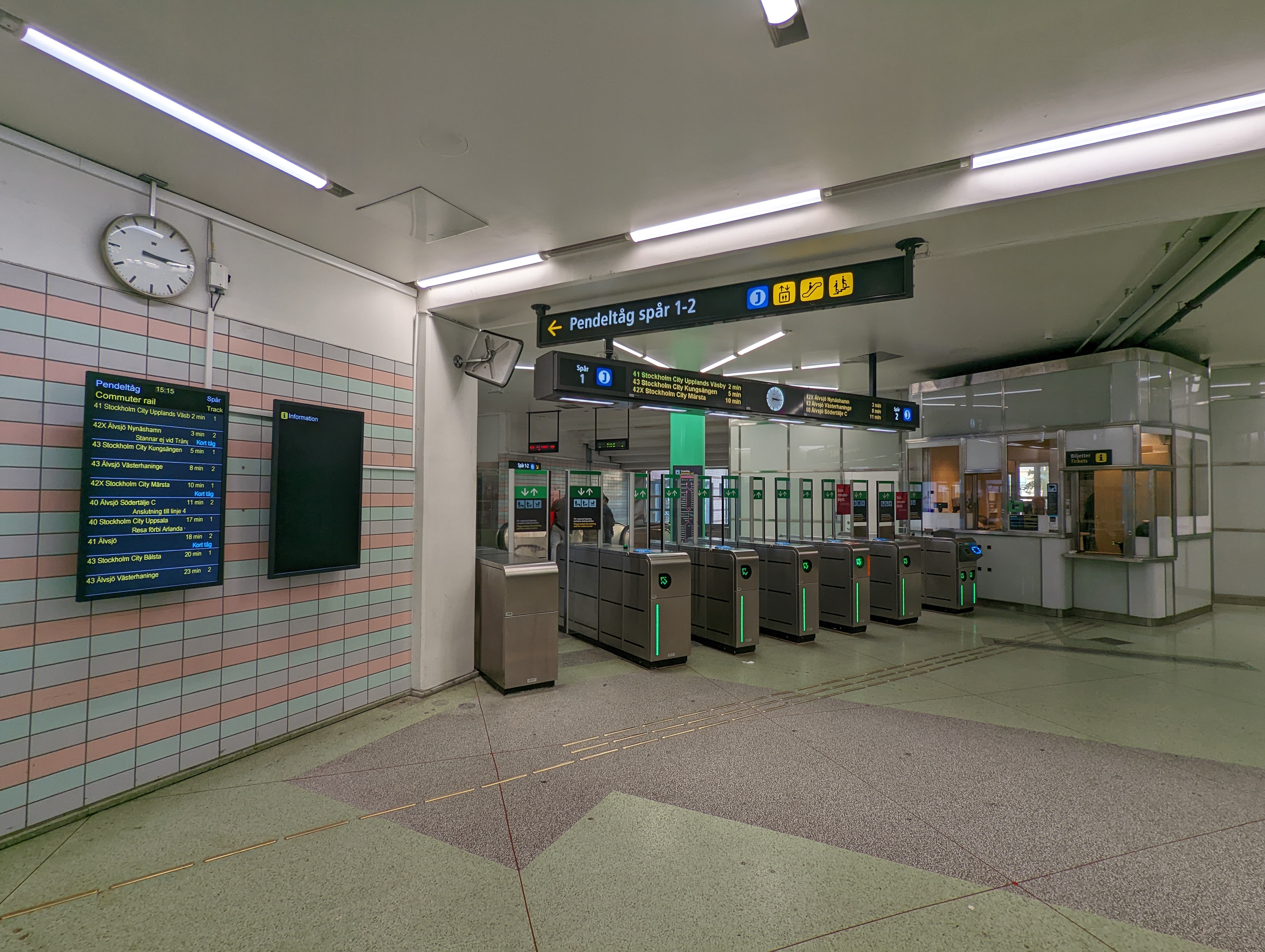
Spärren vid västra ingången, från Rosenlundsgatan

## Signatur och stavning
Stationssignaturen för Stockholms södra är Sst, vilket skall uttydas som "Södra bangården, STockholm". Ordningen på bokstäverna har med 1800-talets telegrafsystem att göra.
Stationen heter Stockholms södra, vilket förkortas Stockholm S. Stavningar som Stockholm södra och Stockholms S är vanligt förekommande, även i information från Storstockholms Lokaltrafik.